# Shan Pici
Shan Pici byl albánský fotograf. Byl aktivní přes půl století od roku 1924 do roku 1976 a ve svém archivu zanechal asi 80 000 skleněných fotografických desek a filmových negativů různých velikostí.